# مدلن شروود
مَدِلِن شِروود (انگلیسی: Madeleine Sherwood؛ زادهٔ ۱۳ نوامبر ۱۹۲۲-درگذشت ۲۳ آوریل ۲۰۱۶) یک هنرپیشه اهل کانادا بود.
از فیلم‌ها یا برنامه‌های تلویزیونی که وی در آن نقش داشته است می‌توان به گربه روی شیروانی داغ، رستاخیز، شریر، شریر، احضار و راهبه پرنده اشاره کرد.

## درگذشت
مادلین شروود بازیگر کانادای که بیشتر برای ایفای نقش در فیلم «راهبه پرنده» شهرت داشت، در سن ۹۳ سالگی ، روز ۲۳ آوریل در خانه خود واقع در کبک درگذشت.